# Bathymodiolus

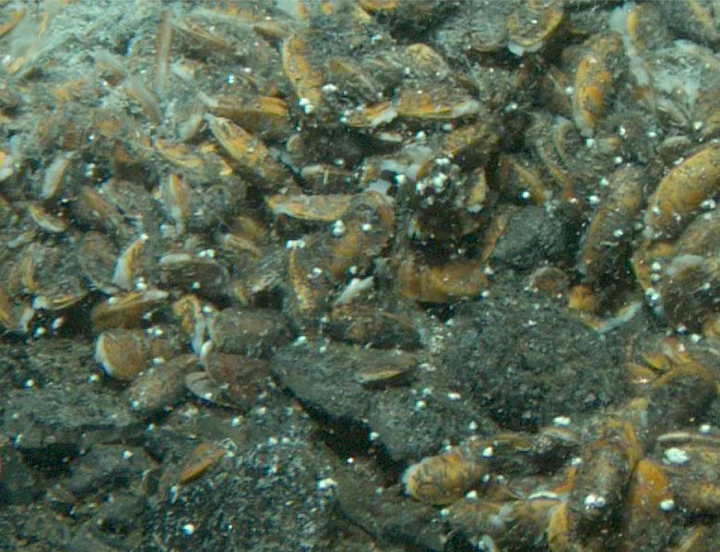
Bathymodiolus thermophilus

Bathymodiolus é um género moluscos marinhos bivalves da família Mytilidae, do tipo conhecido pelo nome comum de mexilhão, que ocorre nas regiões profundas dos oceanos. Muitas das espécies deste género contêm como simbiontes intracelulares bactérias quimioautotróficas.

## Espécies
O género Bathymodiolus inclui as seguintes espécies extantes:
- Bathymodiolus azoricus Cosel & Comtet, 1999[1]
- Bathymodiolus childressi Gustafson, Lutz, Turner & Vrijenhoek, 1998
- Bathymodiolus japonicus Hashimoto & Okutani, 1994
- Bathymodiolus platifrons Hashimoto & Okutani, 1994
- Bathymodiolus septemdierum Hashimoto & Okutani, 1994
- Bathymodiolus thermophilus Kenk & Wilson, 1985
- Bathymodiolus marisindicus Hashimoto, 2001

São também conhecidos diversas espécies fósseis, as quais são apenas tendencialmente atribuídas a espécias ligadas habitats associados a fontes hidrotermais e a zonas de emanação fria de hidrocarbonetos, em boa parte devido a uma morfologai da concha conservadora. Entre estas espécies inclui-se:
- Bathymodiolus (sensu lato) heretaunga Saether, Little, Campbell, Marshall, Collins & Alfaro, 2010
- Bathymodiolus (sensu lato) inouei Amano & Jenkins, 2011
- Bathymodiolus palmarensis Kiel, Campbell & Gaillard, 2010